# Saint-Hilaire-des-Noyers (Eure y Loir)
Saint-Hilaire-des-Noyers era una comuna francesa que estaba situada en el departamento de Eure y Loir, de la región de Centro-Valle del Loira, que en 1836 pasó a formar parte de la comuna de Saint-Denis-d'Authou.

## Demografía
| Gráfica de evolución demográfica de Saint-Hilaire-des-Noyers entre 1793 y 1836 |
|                                                                                |

Los datos demográficos contemplados en este gráfico se han cogido de la página francesa EHESS/Cassini.